# Liste der Kulturdenkmale in Befort
In der Liste der Kulturdenkmale in Befort sind alle Kulturdenkmale der luxemburgischen Gemeinde Befort aufgeführt (Stand: 10. August 2022).

## Kulturdenkmale nach Ortsteil

### Befort
| Bild                | Bezeichnung               | Lage                          | Beschreibung | Stufe | Eingetragen seit   |
| ------------------- | ------------------------- | ----------------------------- | --- | ----- | ------------------ |
| Kapelle „Klaischen“ | Kapelle „Klaischen“       | route d’Eppeldorf (Karte)     | Die Klaischen-Kapelle (dt. Klaisgen-Kapelle) wurde 1636 erbaut. Der Name verweist auf ein Kloster an gleicher Stelle. Das frühbarocke Kapellchen besitzt über dem Eingang auf der Giebelseite einen Dachreiter mit Glocke. | PCN   | 31. Juli 1968      |
| Weitere Bilder      | Burg und Schloss Beaufort | rue de Châuteau (Karte)       | Die Anfänge der Baugeschichte sind unbekannt, liegen aber spätestens im 11. Jahrhundert. Der Bau der erhaltenen Kernburg begann im späten 12. Jahrhundert. Mitte des 14. Jahrhunderts wurden Hauptburg und Wirtschaftshof umfangreich erweitert. Im Jahr 1639 erwarb sie der Johann von Beck und erbaute schließlich ein Schloss im Stil der Renaissance 15 Meter oberhalb der Burg. Da die Burg fortan nicht mehr zu Wohnzwecken genutzt wurde, verfiel sie im Laufe der folgenden Jahrhunderte. Erst ab 1928 begann Edmond Linckels mit der teilweisen Wiederherstellung der Ruine und der Öffnung für Besucher. | PCN   | 16. September 1988 |
| Kapelle mit Platz   | Kapelle mit Platz         | an der Landstraße 128 (Karte) | Die Kapelle wurde 1652 als Ignatius-Kapelle im ländlichen Barockstil erbaut, steht heute aber unter dem Patrozinium des Donatus. | PCN   | 16. September 1988 |
| Bauernhaus          | Bauernhaus                | 3, rue du Bois (Karte)        | | PCN   | 13. März 2009      |
|                     | Gebäude                   | 1, Grand-Rue (Karte)          | Eine Inschrift über der Eingangstür weist das Jahr 1602 als Baujahr aus. Das Wohnhaus verfügt über eine gut erhaltene offene Küche mit Speisekammer, eine steinerne Wendeltreppe und alten Fensterbögen. Der traumständige zweigeschossige Putzbau wurde über einem hohen Sockelgeschoss errichtet. | IS    | 29. November 2018  |

### Grundhof
| Bild    | Bezeichnung | Lage                             | Beschreibung | Stufe | Eingetragen seit |
| ------- | ----------- | -------------------------------- | ------------ | ----- | ---------------- |
| Gebäude | Gebäude     | 9–11, route de Dillingen (Karte) |              | PCN   | 9. Januar 2015   |

### Hallerbach
| Bild                                  | Bezeichnung                           | Lage    | Beschreibung | Stufe | Eingetragen seit                                          |
| ------------------------------------- | ------------------------------------- | ------- | --- | ----- | --------------------------------------------------------- |
| Gebiet um Hallerbach und Haupeschbach | Gebiet um Hallerbach und Haupeschbach | (Karte) | Zu den geschützten Bereichen gehören die Felsen rechts des Haupeschbachs, das Tal zwischen Befort und Haller, Schutzzone um den Haupeschbach und eine Schutzzone um den Hallerbach. | PCN   | 6. Januar 1938 (Hallerbach), 11. Juli 2022 (Haupeschbach) |

### Kesselt
| Bild | Bezeichnung                                                               | Lage    | Beschreibung | Stufe | Eingetragen seit  |
| ---- | ------------------------------------------------------------------------- | ------- | ------------ | ----- | ----------------- |
|      | Archäologische Ausgrabungsstätte „Oben dem alten Weiher, Albuurg“         | (Karte) |              | PCN   | 6. September 2018 |
|      | Archäologische Ausgrabungsstätte „Unten auf Seiwescht, Wuelschebaachlaen“ | (Karte) |              | PCN   | 6. September 2018 |

Legende: PCN – Immeubles et objets bénéficiant des effets de classement comme patrimoine culturel national; IS – Immeubles et objets inscrits à l’inventaire supplémentaire

## Quelle
- Liste des immeubles et objets beneficiant d’une protection nationales, Nationales Institut für das gebaute Erbe, Fassung vom 3. Juli 2024, S. 1 f. (PDF).